# Presidente Lucena
Presidente Lucena est une ville brésilienne de la mésorégion métropolitaine de Porto Alegre, capitale de l'État du Rio Grande do Sul, faisant partie de la microrégion de Gramado-Canela et située à 71 km au nord de Porto Alegre. Elle se situe à une latitude de 29° 31′ 00″ sud et à une longitude de 51° 10′ 42″ ouest, à 90 m d'altitude. Sa population était estimée à 4 824 en 2007, pour une superficie de 49 km2. L'accès s'y fait par les BR-116 et RS-865.
90 % de la population est de descendance d'allemands, arrivés autour de 1830, parlant toujours le dialecte du Hunsrück ; le reste se partage entre Japonais et métis, parmi d'autres.
L'économie est assez diversifiée. Du côté du secteur primaire, en plus de la production de fruits et de légumes, on y cultive aussi du maïs, de la canne à sucre, du manioc, des haricots, de la patate douce, du riz. On y fabrique aussi de la cachaça et de la rapadura. Il y a aussi d'importantes plantations d'acacia negra, dont l'écorce sert pour la fabrication de tanins nécessaires pour les tanneries de la région et le bois pour produire du charbon végétal. L'élevage est marqué par les vaches laitières, les porcs et les poulets à viande.
Le secteur secondaire, se remarquent la chaussure, les semelles, les produits industriels de ciment et de bois, la production de vêtements de laine et de meubles et la métallurgie.

## Villes voisines
- São José do Hortêncio
- Linha Nova
- Picada Café
- Morro Reuter
- Dois Irmãos
- Ivoti
- Lindolfo Collor